# يواكيم ريان
يواكيم ريان (بالإنجليزية: Joakim Ryan)‏ هو لاعب هوكي الجليد أمريكي، ولد في 17 يونيو 1993 في رومسون في الولايات المتحدة.

## وصلات خارجية
- يواكيم ريان على موقع دوري الهوكي الوطني (الإنجليزية)
- يواكيم ريان على موقع EliteProspects.com (الإنجليزية)
- يواكيم ريان على موقع HockeyDB.com (الإنجليزية)
- يواكيم ريان على موقع Hockey-Reference.com (الإنجليزية)